# Las Animas County
Las Animas County is een county in de Amerikaanse staat Colorado.
De county heeft een landoppervlakte van 12.361 km² en telt 15.207 inwoners (volkstelling 2000). De hoofdplaats is Trinidad.

## Bevolkingsontwikkeling

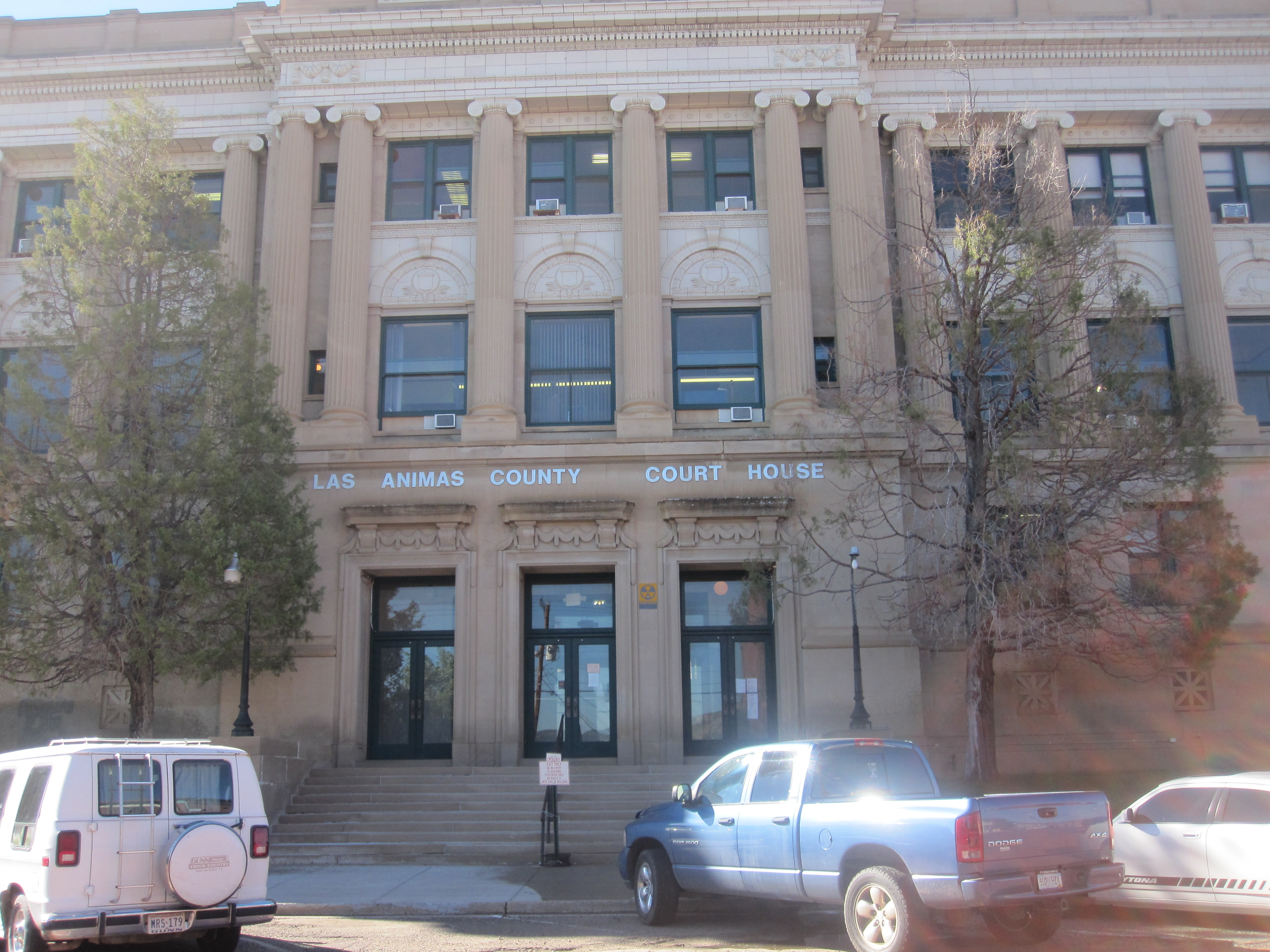
Las Animas County Courthouse